# Villafranca Montes de Oca
Pour les articles homonymes, voir Villafranca.
Villafranca Montes de Oca est une commune située dans le Nord de l’Espagne, chef-lieu de la comarque de Montes de Oca dans la Communauté autonome de Castille-et-León, province de Burgos. C'est aussi le nom du chef-lieu de cette commune.
Sa population était de 136 habitants en 2010.
Le Camino francés du Pèlerinage de Saint-Jacques-de-Compostelle passe par cette localité.

## Géographie
Villafranca Montes de Oca se trouve au pied des Montes de Oca, à 36 km à l'est de Burgos.

## Administration
Le municipio de Villafranca Montes de Oca compte trois localités :
- Villafranca Montes de Oca (chef-lieu)
- Alba (dépeuplé)
- Ocón de Villafranca

## Histoire
Villafranca Montes de Oca est l'antique Auca des Romains. Son premier évêque aurait été San Indalecio nommé par saint Jacques lui-même.
Située sur le Chemin de Saint-Jacques-de-Compostelle, son nom doit plutôt se traduire par « ville des Francs » que par « Villefranche », encore que les deux aillent de pair, car le nom indique qu'elle fut repeuplée de Français en même temps que dotée de franchises. Quant aux Montes de Oca, ce sont les montagnes voisines, héritières de l'appellation romaine.
Il y eut, dès l'an 884, un hôpital, construit avec l’aide du roi Alphonse III des Asturies ; cet hôpital a disparu depuis lors. L’actuel Hospital de la Reina, dédié à San Antonio Abad, fut fondé en 1380 par Juana Manuel, épouse du roi Henri II de Castille, puis transformé sous les Rois catholiques, dont l'écusson figure sur une arcade. Laffi, prêtre de Bologne (Italie), pèlerin en 1670, le recommande pour « sa grande charité » et pour « sa bonne ration » (de nourriture). Au XVIIIe siècle, il offrait encore trente-six lits, peut-être pas très propres, car le dicton voulait qu'à Villafranca il y eût plus de lits que de draps. Cet hôpital est à l'abandon depuis.
Villafranca fut le siège d’un évêché, depuis les Wisigoths jusqu’en 1075, quand il fut transféré à Burgos.

## Culture et patrimoine

### Le pèlerinage de Compostelle
Par le Camino francés du pèlerinage de Saint-Jacques-de-Compostelle, le chemin vient de Espinosa del Camino.
La prochaine halte est la localité de San Juan de Ortega et son monastère du saint cantonnier San Juan de Ortega (« saint Jean de l'Ortie. »)

#### Le16emiracleduDe miraculi sancti Jacobi
Il se produisit, en 1108 dans les monts de Oca.
Un Français s'était marié dans l'espoir d'avoir des enfants. Comme il vivait dans le péché, ses espoirs s'avérèrent vains, aussi prit-il le chemin de Compostelle pour s'attirer les faveurs de l'apôtre.
Devant son tombeau, il l'implora, le supplia et finit par obtenir ce pour quoi il avait fait le pèlerinage. De retour en France, il retrouva son épouse et, après un délai d'attente, celle-ci mit au monde un fils auquel ils donnèrent le nom de l'apôtre, Jacques.
Lorsque l'enfant eut quinze ans, la famille partit pour Saint-Jacques. Mais arrivé dans les monts de Oca, l'adolescent tomba malade et mourut. Folle de douleur, la mère s'adressa à saint Jacques : « Toi qui m'as donné cet enfant, rends le moi ! ». Et alors qu'on se préparait à lui donner une sépulture, le jeune homme se leva comme s'il sortait d’un long sommeil. Il raconta que l'apôtre, après avoir rendu son âme à son corps, lui avait demandé de repartir immédiatement pour Compostelle.

### Patrimoine religieux
San Felices
Au lieu-dit San Felices, 750 mètres avant Villafranca, au milieu des champs de blé, se trouvent les ruines de l'ancien monastère San Felix de Oca du IXe siècle, où aurait été inhumé le comte Diego de Castille, qui contribua à repeupler Burgos. Il ne reste que les vestiges de l'abside et un arc mozarabe outrepassé.
L'église paroissiale de Santiago
Elle date du XVIIIe siècle, dont le bénitier est une énorme coquille ramenée des Philippines, un Ecce Homo est attribué à Juan de Mena. Elle abrite aussi deux statues de saint Jacques, dont l'une avec un reliquaire aménagé dans la poitrine.

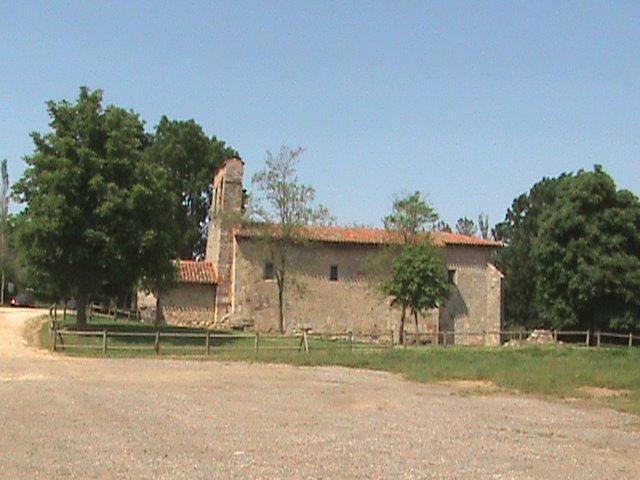
L’Ermitage de Notre Dame de Oca
Au sud-ouest de Villafranca, au fond du romantique défilé de la Hoz, une chapelle, la Ermita de la Virgen de Oca, possède une statue mariale du XIIe siècle.
Le puits voisin, bordé de pierres rouges, est, le 11 juin, le but d'un pèlerinage où l'on exécute la danse des bâtons au son du tambour. On dit que San Idalecio y fut martyrisé et que l'eau aurait alors jailli sur les pierres ensanglantées.

### Patrimoine civil et naturel

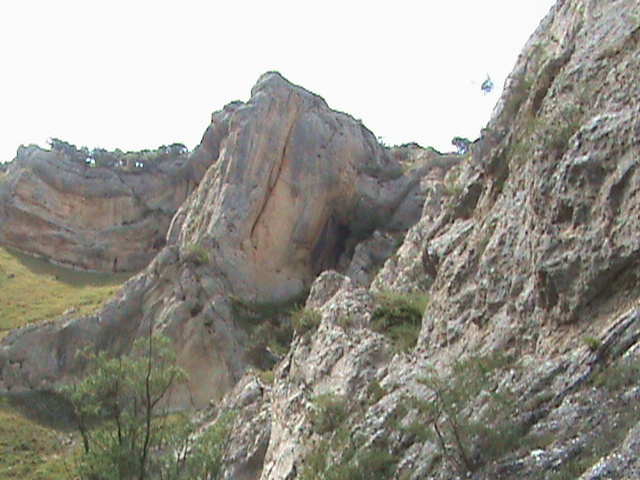
Défilé de la grotte du Maure

### Los Montes de Oca
Les forêts des Montes de Oca abritent encore quelques loups, qui fuient l'homme. La traversée de ces montagnes était redoutable au Moyen Âge. Pour Aymeri Picaud, dans le Guide du Pèlerin, c'était l'ultime épreuve entre la sauvage Navarre et l'accueillante Castille. En s'enfonçant dans la forêt qu'on ne pouvait traverser que de jour, il cassa la croûte à la fontaine de Mojapàn, mouille-pain, on la voit toujours...
Aujourd'hui, reboisée et traversée par la route, elle ressemble peu à ce qu'elle était au XVIe siècle encore, quand l'italien Laffi s'y perdit, et ne survécut que grâce aux champignons.
El puerto de Pedraja
El Puerto de Pedraja, à 1 163 mètres, est enneigé l'hiver, et le vent y souffle dur. Il domine el Valle de los Robles gordos, la vallée des gros chênes, qui fut infestée de bandits. « Si quieres robar, véte a los Montes de Oca », dit toujours le dicton, Si tu veux voler, va-t-en aux Monts de Oca.
La marque de la patte d’Oie
Montes de Oca, Rio de Oca, Pazo de Oca, nombreux sont les toponymes qui évoquent l'oie, que symbolise la marque de sa patte. Cet emblème est utilisé par les compagnons du Devoir, ou maîtres Jacques, bâtisseurs pyrénéens des merveilles du Chemin. On dit que le graphisme de la patte d'oie est à l'origine de celui de la coquille !
XXe siècle
Une trace de la Guerre Civile....un panneau indique à l'orée d'un bosquet : « Était-il nécessaire de les fusiller ? »

## Source
- (es) Cet article est partiellement ou en totalité issu de l’article de Wikipédia en espagnol intitulé « Villafranca Montes de Oca » (voir la liste des auteurs).